# 恐怖のメロディ
『恐怖のメロディ』（きょうふのメロディ、Play Misty for Me「『ミスティ』をかけて」）は、1971年のアメリカ合衆国のサイコスリラー映画。クリント・イーストウッドの監督によるサスペンス映画である。また、この作品に使われている「ミスティ」（Misty）は、ジャズ・ピアニストのエロール・ガーナーによって1954年に作曲されたバラードである。

## 概要
クリント・イーストウッドの監督デビュー作品。製作はロバート・デイリー、ジョー・ヘイムズの原作をディーン・リーズナーとヘイムズ自身が脚色した。撮影はブルース・サーティース、音楽はディー・バートン、編集はカール・ピンジトアが各々担当。出演はクリント・イーストウッド、ジェシカ・ウォルター、ドナ・ミルズなど。なお、『真昼の死闘』『ダーティ・ハリー』などでイーストウッドとコンビを組んできたドン・シーゲルが、バーテンダーの役で出演している。
主人公に異常なまでに執着するストーカーの恐怖を描くスリラー。本作が公開された1970年代当時は、まだストーカー行為という概念自体が浸透していなかったため、このタイプのスリラー映画としては非常に先進的な映画である。
デイブとトビーが関係を深めていく場面で使われるのは、ロバータ・フラックが1969年に発表した「愛は面影の中に（The First Time Ever I Saw Your Face）」。運転中のカーラジオでこの曲を聴いたイーストウッドは直接フラックに電話して使用許可を求めた。フラックのバージョンは公開翌年の1972年に全米1位を獲得し、第15回グラミー賞の最優秀レコード賞と最優秀楽曲賞を受賞した。
1970年9月に開かれた「モントレー・ジャズ・フェスティバル」の演奏の映像がそのまま使われている。キャノンボール・アダレイ・クインテットにはジョー・ザヴィヌルが参加している。
『危険な情事』（1987年）は、本作のリメイクではないが、ほとんど同種の内容である。
作品自体もヒットしたことでイーストウッドは監督としての才能も認められるようになった。

## あらすじ
KRMLラジオのスターDJ、デイブの番組には、決まった時間に同じ女が「ミスティ」をリクエストしていた。ある日、デイブは行き付けのバーでイブリンという女と出会う。彼女こそ「ミスティ」をリクエストしていた女だった。二人は一夜限りの情を交わすが、やがてイブリンは、勝手に彼の部屋に押しかけるようになる。数日後、デイブは町に戻ってきたかつての恋人トビーと再会し、お互いの愛を確認する。だがイブリンは執拗にデイブに迫り、マーフィーや相棒のアル・モンテアルでは防ぎきれなくなったため、別れ話を持ちかけるが、彼女の言動は日を追うごとに異常性を増していく。ついには深夜、自宅に押し掛けたイブリンは浴室で自ら手首を切る。やむを得ず一晩彼女を泊めた翌日、デイブがトビーにすべて打ち明けて帰宅すると、家政婦のバーディが瀕死の重傷を負い、傍らには放心状態のイブリンがいた。
しばらく平穏な日々が続いていた本番中のある夜、サナトリウムを退院したイブリンから仕事でハワイに行くと伝えられる。翌日、デイブは電話口でイブリンが口ずさんだエドガー・アラン・ポーの詩「アナベル・リー」を思い出した。「アナベル」とはトビーの新しい同居人の名前であった。本番中に放送局を飛び出し、トビーの家に駆け込んだデイブが見たものは、トビーの身辺を警護していたマッカラム刑事の無惨な亡骸だった。デイブが闇の中へ突っ込んでいくと、ロープで縛られたトビーがいた。その刹那、背後からナイフを手にしたイブリンが襲いかかる。乱闘の末、彼女はベランダから断崖下の海へ落ちていった。

## スタッフ
- 監督 - クリント・イーストウッド
- 制作 - ロバート・デイリー
- 共同制作 - ジェニングス・ラング
- 脚本 - ジョー・ヘイムズ/ディーン・リーズナー
- 撮影 - ブルース・サーティース
- 音楽 - ディー・バートン

## 登場人物
デイブ・ガーランド
本作の主人公で、KRMLラジオで人気のDJ。レコードの合い間に詩を読んだり、ちょっとした哲学を披露しながら、電話によるリクエストを受けている。現在の仕事から出世したいと思い他の放送会社に売り込みを行っている。業界人気質な性格で、女性関係はややルーズ。
イブリン・ドレイパー
中年にさしかかった細身の女性。毎回デイブの番組に「ミスティ」をリクエストするファンの一人。デイブの行動を調べたうえで行きつけの店で待ち伏せ、デイブの前に現れる。当初は明るく積極的な印象だったが、物事を強引に進めて行く性格で、次第に異常性を露にする。激昂すると凄まじい形相で下品な言葉をまくし立てる。デイブに次第にしつこく付きまとうようになり、デイブの家に押し入った際に合鍵を勝手に作るなどのストーカー行為を繰り返す。
トビー
若く細身の女性。デイブの本命の恋人。奔放でおおらかな性格。突然、デイブの前から姿を消していたが、デイブがイブリンと関係を持った数日後に再会。両親から相続した家のローンが払えず、同居人を募集している。デイブの奔放な性格にはある程度理解を持っている。
マッカラム巡査部長
イブリンを逮捕するが、釈放後、デイブにトビーの保護を依頼される。デイブのラジオを聞いてるファンの一人。自分の好きな「マントバーニー・オーケストラ」をリクエストする。
マッジ
初老の老婦人。サン・フランシスコ放送会社の女社長。デイブの売り込みに興味を持ち。デイブを自分の会社にヘッドハンティングしようとしたが、イブリンが激しく罵ったことでデイブのチャンスがふいになる。
アル・モンテ
KRMLラジオの黒人DJで、デイブの相棒。
バーディー
デイブの邸の家政婦。世話好きで明るい性格。デイブの部屋を荒らしていたイブリンにめった刺しにされ、瀕死の重傷を負う。
バーテンダー
事務所がわりに使っている店のバーテンダー。

## キャスト
| 役名                 | 俳優                     | 日本語吹替                                       |
| 役名                 | 俳優                     | 日本テレビ版                                     |
| -------------------- | ------------------------ | ------------------------------------------------ |
| デイブ               | クリント・イーストウッド | 山田康雄                                         |
| イブリン             | ジェシカ・ウォルター     | 新橋耐子                                         |
| トビー・ウィリアムズ | ドナ・ミルズ             | 上田みゆき                                       |
| マッカラム巡査部長   | ジョン・ラーチ           | 神田隆                                           |
| アル                 | ジェームズ・マクイーチン | 筈見純                                           |
| バーテンダー         | ドン・シーゲル           | 金井大                                           |
| 不明 その他          |                          | 沼波輝枝 中島喜美栄 宮内幸平 佐久間あい 平林尚三 |
|                      |                          |                                                  |
| 演出                 | 演出                     | 近森啓祐                                         |
| 翻訳                 | 翻訳                     | 岸本康子                                         |
| 効果                 | 効果                     | スリーサウンド                                   |
| 調整                 | 調整                     | 栗林秀年                                         |
| 制作                 | 制作                     | グロービジョン                                   |
| 解説                 | 解説                     | 水野晴郎                                         |
| 初回放送             | 初回放送                 | 1975年6月4日 『水曜ロードショー』                |

- 日本語吹替は2014年10月22日発売の『クリント・イーストウッド ブルーレイ・コレクション』に収録。　※正味94分

## 音楽
- エロール・ガーナー 「ミスティ」
- ロバータ・フラック 「愛は面影の中に」
- ジョニー・オーティス 「Willie and the Hand Jive」
- キャノンボール・アダレイ・クインテット 「Country Preacher」
- ディー・バートン 「Dirty Boogie」

## 評価
レビュー・アグリゲーターのRotten Tomatoesでは38件のレビューで支持率は84%、平均点は7.30/10となった。Metacriticでは9件のレビューを基に加重平均値が78/100となった。